# Give it back
Give it back is een studioalbum van The Pineapple Thief.

## Inleiding
De aanleiding voor dit album is de komst van drummer Gavin Harrison, die voor de concerten ook materiaal van voor 2016 moest instuderen. Hij vroeg zijn maatje Robert Fripp uit King Crimson (Harrison zat ook in die band), hoe hij dat het beste kon aanpakken. Fripp zei dat het dat op dezelfde manier moest doen als bij een nieuw nummer. Harrison begon vervolgens aan het (her-)arrangeren om die nummers samen met de band onder de knie te krijgen. Het resulteerde in aanpassingen op de setlist, maar (opnieuw) oefenen (TPT was oorspronkelijk alleen een studioband) leverde zodanige andere nummers op dat er voor werd gekozen er een album aan te wijden. Dat Harrison van grote invloed is op de klank van TPT werd vrijwel direct na zijn toetreding erkend, zo bleek ook bij het beluisteren van deze bewerkte oudere stukken; ze zijn door zijn invloed directer.   

## Musici
- Bruce Soord – zang, gitaar
- Jon Sykes – basgitaar
- Steve Kitch – toetsinstrumenten
- Gavin Harrison – drumstel.

## Muziek
| Nr. | Titel                                      | Duur |
| --- | ------------------------------------------ | ---- |
| 1.  | Wretched soul (album:10 stories down)      | 5:26 |
| 2.  | Dead in the water (album: Little man)      | 4:43 |
| 3.  | Give it back (album: All the Wars)         | 6:20 |
| 4.  | Build a world (album: All the wars)        | 3:42 |
| 5.  | Start your descent (album:10 stories down) | 4:23 |
| 6.  | 137 (album: 137)                           | 5:06 |
| 7.  | Shoot first (album: Tightly Unwound)       | 3:43 |
| 8.  | Boxing day (album: Little man)             | 3:25 |
| 9.  | Warm seas (album: All the wars)            | 3:59 |
| 10. | Someone pull me out (album: All the wars)  | 4:00 |
| 11. | Last man standing (album: All the wars)    | 5:15 |
| 12. | Little man (album: Little man)             | 3:51 |